# Exoprosopa nova
Exoprosopa nova är en tvåvingeart som beskrevs av Ricardo 1910. Exoprosopa nova ingår i släktet Exoprosopa och familjen svävflugor. Inga underarter finns listade i Catalogue of Life.